# Comuna Gavojdia, Timiș
Gavojdia (germană Gawoschdia, maghiară Gavosdia) este o comună în județul Timiș, Banat, România, formată din satele Gavojdia (reședința), Jena, Lugojel și Sălbăgel.

## Geografie
Se situează în partea de sud-est a județului Timiș, în câmpia Lugojului, la confluența râului Spaia cu râul Timiș. Este străbătută de drumul național DN6 (E70) și se află la o distanță de 71,6 km de municipiul Timișoara și de 11,6 km de municipiul Lugoj, orașul cel mai apropiat. Are stație de cale ferată la linia Caransebeș - Lugoj - Timișoara.

## Demografie
Componența etnică a comunei Gavojdia
     Români (89,11%)
     Ucraineni (1,47%)
     Alte etnii (0,22%)
     Necunoscută (9,19%)
Componența confesională a comunei Gavojdia
     Ortodocși (85,25%)
     Penticostali (3,27%)
     Alte religii (1,8%)
     Necunoscută (9,67%)
Conform recensământului efectuat în 2021, populația comunei Gavojdia se ridică la 2.719 locuitori, în scădere față de recensământul anterior din 2011, când fuseseră înregistrați 3.034 de locuitori. Majoritatea locuitorilor sunt români (89,11%), cu o minoritate de ucraineni (1,47%), iar pentru 9,19% nu se cunoaște apartenența etnică. Din punct de vedere confesional, majoritatea locuitorilor sunt ortodocși (85,25%), cu o minoritate de penticostali (3,27%), iar pentru 9,67% nu se cunoaște apartenența confesională.

## Istorie
Prima atestare documentară a satului Gavojdia datează din 1363.

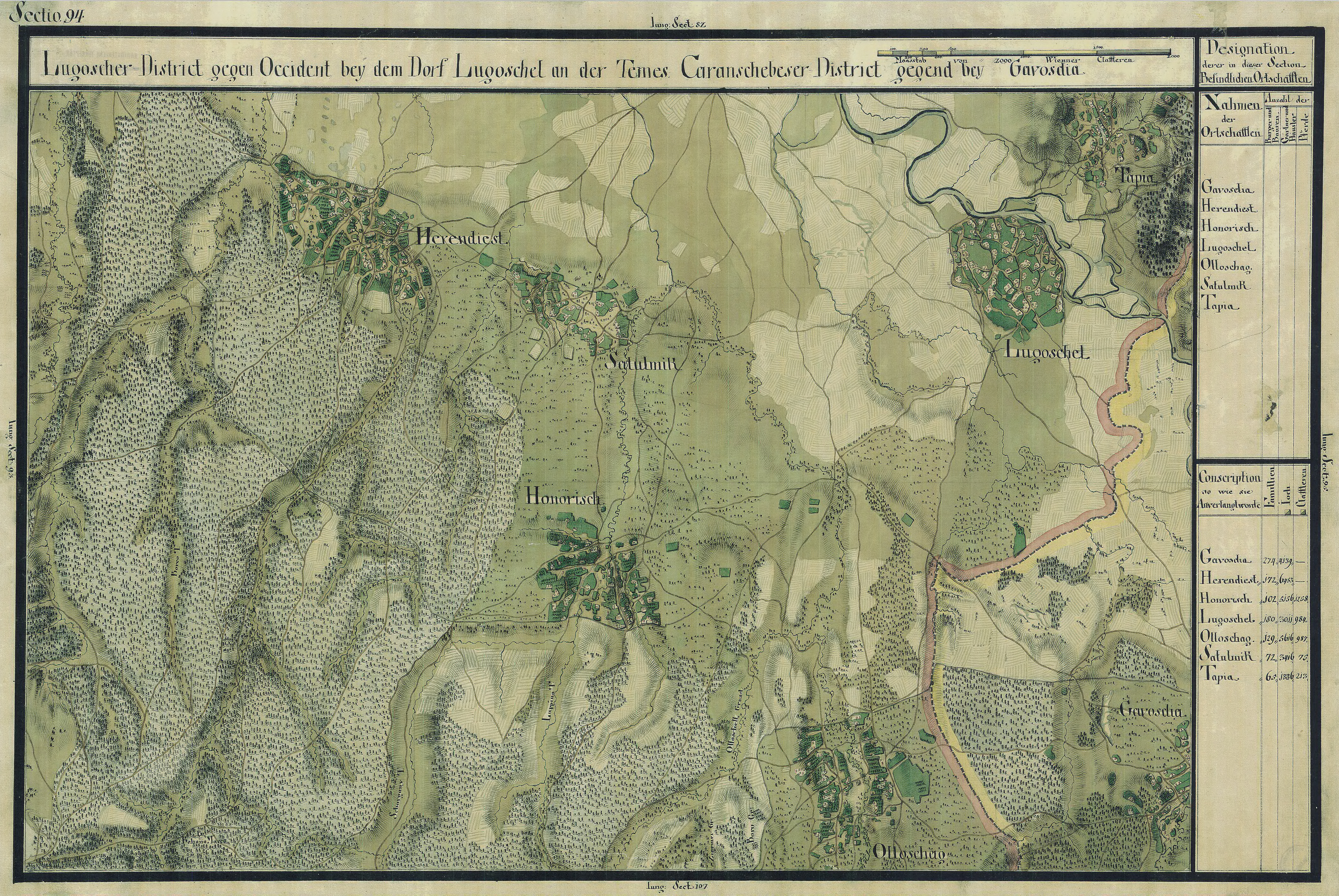
Gavojdia în Harta Iosefină a Banatului, 1769-72

Primele știri despre existența localității le avem din prima jumătate a secolului al XV-lea in anul 1447, când guvernatorul Ioan de Hunedoara donează jumătate parte a bunurilor din Gavojdia de Jos si de Sus, din districtul Lugoj, lui Dan si Vlad Temesely, cealaltă parte fiind în posesia lui Petru si Ioan, fii defunctului Denes.
În unele documente ungurești Gavojdia apare sub denumirea de Cuvejdul de Jos si de Sus, între anii 1514 – 1516 apare cu numele de Gavojdioara. Are în administrare localitățile: Lugojel, Jena, Sălbăgel și centrul– Gavojdia.
Comuna Gavojdia, cu satul Gavojdia ca resedință a comunei, se află așezată în partea de sud – est a judetului Timiș și face hotar cu judetul Caraș-Severin, fiind la distanța de 12 km. de municipiul Lugoj, dealungul șoselei si căii ferate Timisoara – Bucuresti. Ca asezare pe glob se afla pe urmatoarele coordonate : meridianul 22 grade longitudine estica si paralela 45,7 grade ca latitudine nordica.
La poalele acestor dealuri, la mică distanță se află valea râului Timiș, cu lunca sa lată de cca. 1 – 2 km. Până la localitatea Gavojdia vatra satului are o altitudine de 20 – 30 m. în formă vălurată de deal cu denumirile locale de: dealul de lângă Caragea, dealul de lângă Buca, dealul de lângă Vasii, Blidariu si dealul de la Trându.
Comuna are o cultură și tradiție însemnate, care înglobează obiceiuri din timpuri foarte îndepărtate. Acestea sunt puse în practică în special cu ocazia marilor sărbători creștine.
La muzeul „Banatul” există chiar un coif vechi de 2000 de ani, iar cele câteva monumente istorice sunt o altă mărturie a valorii culturale locale.
Populația manifestă deschidere spre ideea de agroturism, fiind dornici să-și prezinte localitatea celor interesați să o cunoască.
În 4 februarie 1536, are loc procesul dintre nobilul Andrei de Bizere și locuitorii Lugojului, pentru stăpânirea asupra satului Găvojdia și împrejurimi. Acest proces a continuat și în anii următori, din moment ce în 1657, nu era încă delimitat hotarul dintre cele două așezări.

## Economie
La Gavojdia funcționează o fabrică de cizme din cauciuc și exploatări de balast.

## Politică
Comuna Gavojdia este administrată de un primar și un consiliu local compus din 11 consilieri. Primarul, Dănuț Toma Stoica[*], de la Coaliția Națională pentru România, este în funcție din 2000. Începând cu alegerile locale din 2024, consiliul local are următoarea componență pe partide politice:
|  | Partid                              | Consilieri | Componența Consiliului | Componența Consiliului | Componența Consiliului | Componența Consiliului | Componența Consiliului | Componența Consiliului | Componența Consiliului |
|  | ----------------------------------- | ---------- | ---------------------- | ---------------------- | ---------------------- | ---------------------- | ---------------------- | ---------------------- | ---------------------- |
|  | Coaliția Națională pentru România   | 7          |                        |                        |                        |                        |                        |                        |                        |
|  | Uniunea Ucrainenilor din România    | 1          |                        |                        |                        |                        |                        |                        |                        |
|  | Alianța pentru Unirea Românilor     | 1          |                        |                        |                        |                        |                        |                        |                        |
|  | Uniunea Salvați România             | 1          |                        |                        |                        |                        |                        |                        |                        |
|  | Partidul Național Conservator Român | 1          |                        |                        |                        |                        |                        |                        |                        |

Primarul comunei, Dănuț Stoica Toma, este membru PD, deși la alegerile din 2004 era membru PSD. Viceprimarul Ioan Zgriba a fost și el membru PSD însă a trecut între timp la PD. Consiliul Local este constituit din 11 membri împărțiți astfel:
|  | Partid                                     | Consilieri | Componența Consiliului | Componența Consiliului | Componența Consiliului | Componența Consiliului | Componența Consiliului | Componența Consiliului | Componența Consiliului | Componența Consiliului |
|  | ------------------------------------------ | ---------- | ---------------------- | ---------------------- | ---------------------- | ---------------------- | ---------------------- | ---------------------- | ---------------------- | ---------------------- |
|  | Alianța Dreptate și Adevăr (6 PD și 2 PNL) | 8          |                        |                        |                        |                        |                        |                        |                        |                        |
|  | Partidul Social Democrat                   | 3          |                        |                        |                        |                        |                        |                        |                        |                        |